# راینر ساخزه
راینر ساخزه (به آلمانی: Rainer Sachse) بازیکن فوتبال و مهاجم اهل آلمان شرقی بود که از سال ۱۹۷۷ میلادی عضو تیم ملی فوتبال آلمان شرقی بوده‌است. وی در ۲ بازی ملی حضور داشته و در بازی‌های ملی‌اش گلی به ثمر نرساند. راینر ساخزه آخرین بازی ملی خود را در سال ۱۹۷۷ میلادی انجام داد.